# Llibreria l'Ereta
La llibreria Ereta va ser un establiment obert l'any 1978 al número 6 de la plaça de l'Ereta de Lleida, fundat per Jaume Aluja com a llibreria i sala d'exposicions artístiques. Aquesta botiga va haver de tancar l'any 1987, amb el trasllat de l'antiga seu de la Universitat de Lleida situada al Convent del Roser a la seva actual ubicació a la rambla d'Aragó, i la consegüent pèrdua de centralitat de la part vella de la ciutat que aquest canvi va suposar. Un cop tancada la llibreria Ereta, la família Aluja-Farré va obrir la llibreria Totem al carrer Cavallers.
L'espai estava dividit en tres nivells: la planta baixa, on es venien llibres; el primer pis, on hi havia una part dedicada als còmics i que comptava amb una cafeteria; la segona planta servia de galeria a artistes. A la sala d'exposicions van participar-hi diversos artistes de la ciutat: Montse Ruiz, X. Vilalta, Jesús Mauri, Pedro Sandoval, Antoni Abad, Heracli Astudillo, Michel, Albert Bayona, Manel, M.A. Portuguès, Jaume Ollé, L.S. i B. Crossa, Flora Martín i Manuel Tresánchez, així com el dibuixant de còmics Gallardo, Fèlix Lahoz, i el poeta visual Pep Segon. L'any 1980 va tenir-hi lloc una exposició d'artistes xilenes, esposes de presos polítics de la dictadura de Pinochet.